# Maison des Têtes

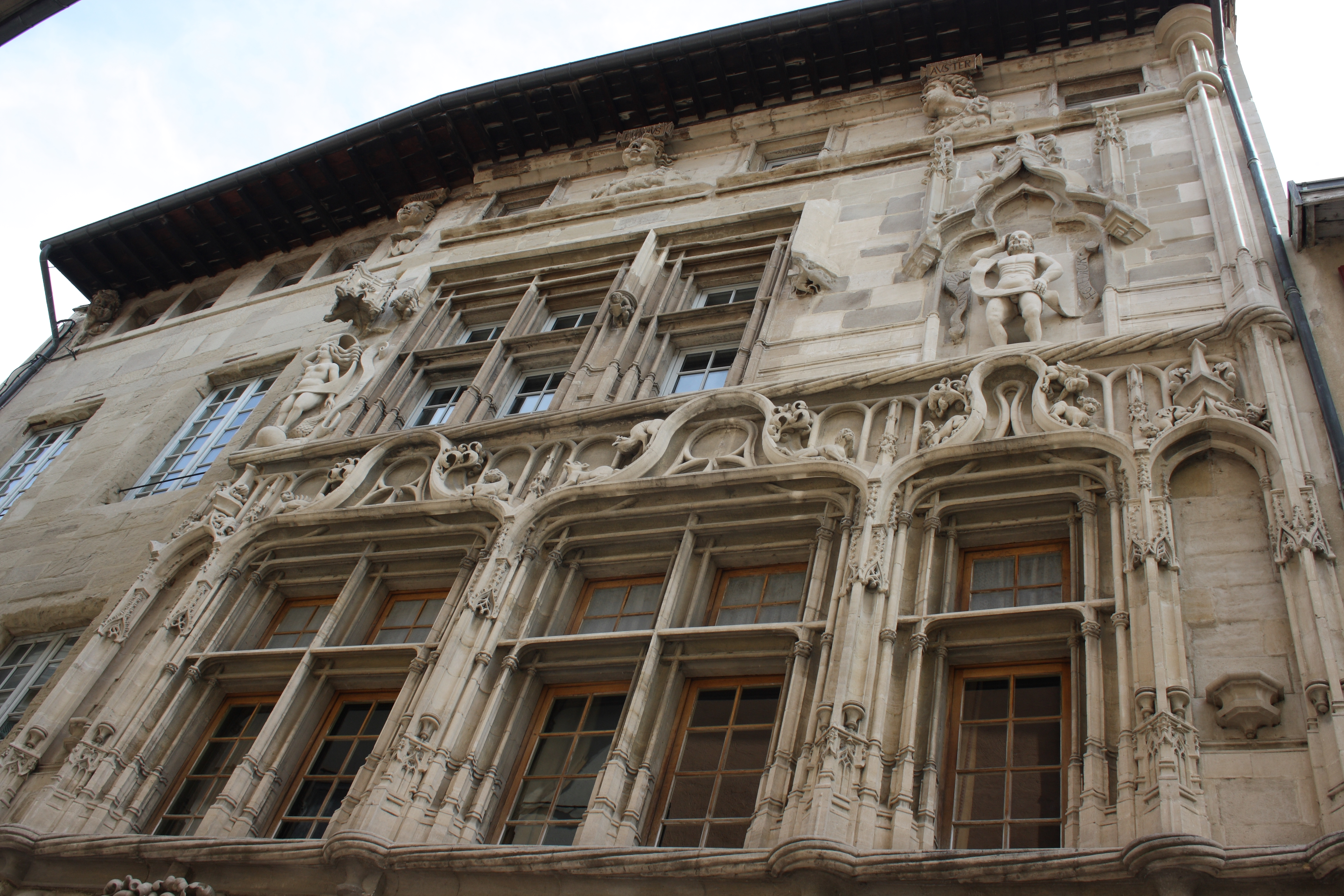
Maison des Têtes in Valence, Frankrijk. Gevel aan de straatkant.

Het Maison des Têtes (1531) was een stadspaleis in de stad Valence, in het departement Drôme in Frankrijk. Zoals de naam aangeeft, zijn er hoofden te zien; deze steken uit de medaillons aan de gevel. 

## Architectuur

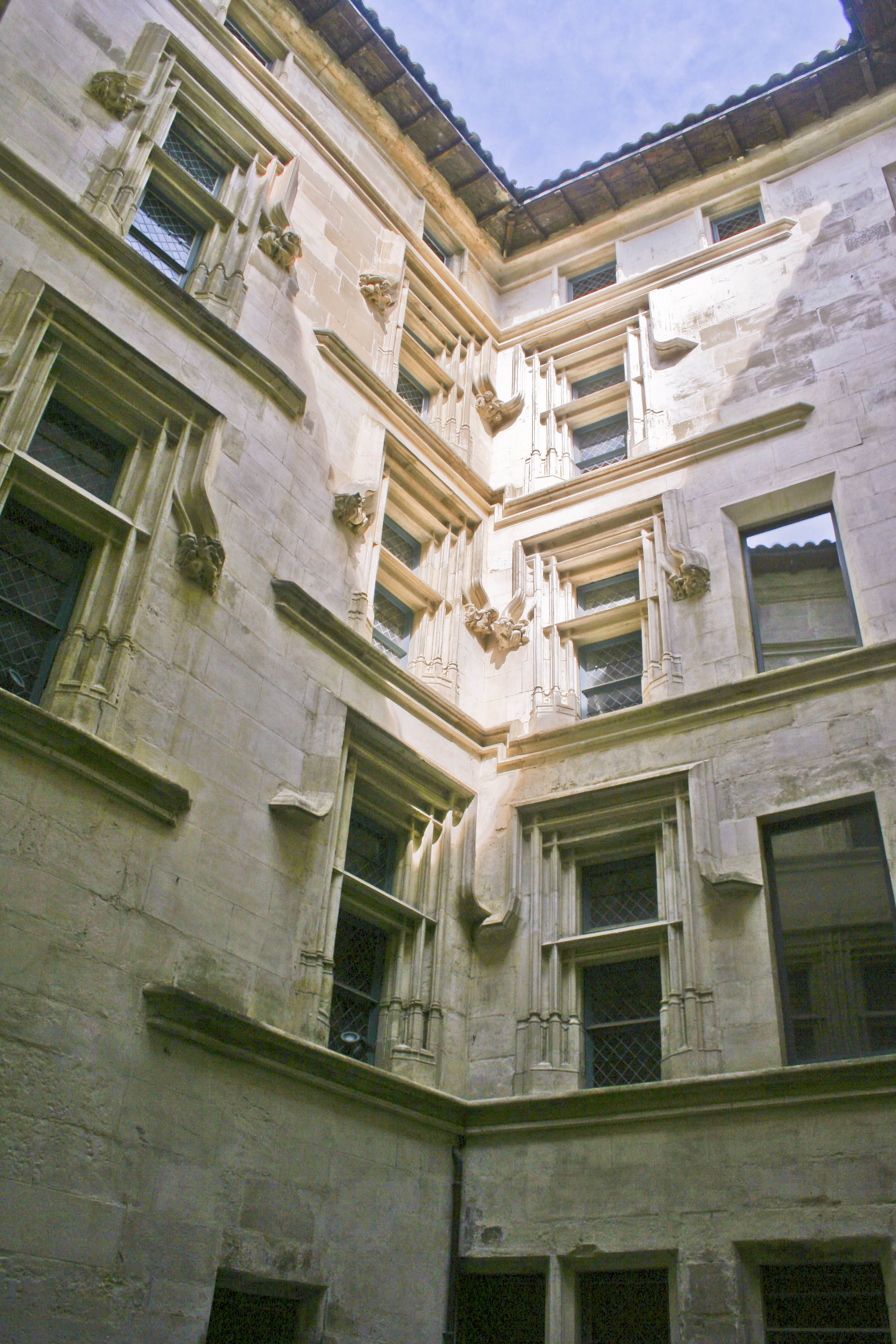
Binnenzijde

Het gebouw bestaat uit een corps de logis en drie zijvleugels rondom een binnenplaats.
De stijl is flamboyante gotiek die in overgang is naar een Renaissancestijl. De meeste versieringen staan aan de buitengevel. De hoofden stellen onder meer de Wind voor, alsook het Geluk (Fortuna) en de Tijd. Volledige figuren beelden de theologie, het recht en de geneeskunde uit. De ramen zijn omgeven door krullende slingers. In de gang op het gelijkvloers naar de binnenplaats staan borstbeelden van Romeinse keizers. Op de binnenplaats worden kerkvaders in de medaillons uitgebeeld.

## Historiek
Antoine de Dorne was hoogleraar in de rechtsgeleerdheid aan de universiteit van Valence. Dit was in de eerste helft van de 16e eeuw. Na een reis door Italië startte hij met de bouw van het stadspaleis. Tot de 20e eeuw ging het Maison des Têtes over van de ene familie in de andere.
In 1794 kocht de weduwe van Pierre Aurel het pand. Haar zoon, Joseph Aurel, was bevriend met Napoleon Bonaparte, die in zijn jeugd in Valence gekazerneerd was. Joseph Aurel kreeg van Napoleon de benoeming tot hoofddrukker van het Expeditieleger naar Egypte.
In 1944 werd het Maison des Têtes erkend als monument historique van Frankrijk. De stad Valence verwierf het in 1980. Sindsdien huisvest het pand het Militair Museum van Valence, waar aandacht wordt besteed aan Napoleon Bonaparte; ook de Stedelijke dienst van het kunstpatrimonium en de architectuur is er gehuisvest. 
Het Maison des Têtes is een grote toeristische trekpleister van Valence. Per jaar komen er circa 25.000 bezoekers.